# Alexandre Cruyt
Alexandre François Cruyt (Lokeren, 17 september 1823 - Gent, 18 januari 1885) was een Belgisch advocaat en volksvertegenwoordiger.

## Biografie
Alexandre Cruyt was een zoon van gerechtsdeurwaarder François Cruyt en Barbara De Backer. Hij trouwde in 1856 in Geraardsbergen met Adèle Spitaels (1828-1863). Ze waren de schoonouders van Jules Van den Heuvel, advocaat, hoogleraar, minister en diplomaat, en Frédéric Wolters, ingenieur van Bruggen en Wegen en hoogleraar.
Gepromoveerd tot doctor in de rechten aan de Katholieke Universiteit Leuven (1848) vestigde hij zich als advocaat in Gent (1848-1885).
In 1870 werd hij katholiek volksvertegenwoordiger voor het arrondissement Gent, in opvolging van de liberale volksvertegenwoordiger August de Maere. Hij vervulde het mandaat tot in 1878.
Hij was in de Kamer lid van de Commissie voor de herziening van het Wetboek van Koophandel.